# Imeria
Imeria is een geslacht van insecten uit de orde vliesvleugeligen (Hymenoptera) en de familie Ichneumonidae.

## Soorten
- I. africana (Heinrich, 1967)
- I. albitarsis (Cushman, 1922)
- I. albomaculata Cameron, 1903
- I. berndi (Heinrich, 1967)
- I. caroni (Heinrich, 1934)
- I. celebicola (Heinrich, 1934)
- I. cephalotes (Ashmead, 1905)
- I. dentata (Cushman, 1922)
- I. erythrina (Heinrich, 1967)
- I. formosana (Uchida, 1930)
- I. laminata (Cushman, 1922)
- I. levifrons Cameron, 1907
- I. longitarsis (Cameron, 1905)
- I. maculiceps (Cameron, 1912)
- I. pancarpius (Tosquinet, 1903)
- I. seyrigi (Heinrich, 1938)